# Bosszúvágy (film, 2018)
A Bosszúvágy (eredeti cím: Death Wish) 2018-ban bemutatott amerikai akciófilm-thriller, melyet Joe Carnahan forgatókönyve alapján Eli Roth rendezett. A film a Bosszúvágy-filmek hatodik része, az azonos című, 1974-es első rész remake-je. 
A film főszereplője Dr. Paul Kersey (Bruce Willis) chicagói orvos, aki a családja elleni támadást követően önbíráskodó igazságosztóként bosszúhadjáratot indít a bűnözőkkel szemben. További fontosabb szerepekben Vincent D’Onofrio, Elisabeth Shue, Dean Norris és Kimberly Elise látható.
Az Amerikai Egyesült Államokban 2018. március 2-án mutatta be a Metro-Goldwyn-Mayer. Magyarországon pár nappal később, március 8-án került a mozikba, a Fórum Hungary forgalmazásában. Kritikai fogadtatása összességében negatív volt, bírálói szerint semmi újat nem tett hozzá a történet eredeti feldolgozásaihoz. A film bemutatójának időzítését, mely a Stoneman Douglas középiskolában történt lövöldözés után tizenhat nappal volt, szintén kritikák érték.

## Cselekmény
Paul Kersey feleségével, Lucyval és egyetemre készülő lányukkal, Jordannel Chicagóban él és sebészként dolgozik egy helyi kórház sürgősségi osztályán. Egy családi ebéd után Frank átadja autója kulcsait egy Miguel nevű parkolóinasnak, aki később titokban megszerzi a járműből a Kersey család lakásának címét. Azon az estén, amelyen a család születésnapi vacsorát tervez Paul tiszteletére, három maszkos férfi tör be a házba, miközben Paul munkában van. Jordan és Lucy otthon tartózkodik és mindkettőjüket lövés éri. Paul a kórházban tudja meg, hogy Lucy belehalt sérüléseibe, míg Jordan kómába esett. A bűncselekmény felderítését Kevin Raines nyomozó kapja meg. 
A rendőrség tehetetlenségét látva Paul néhány hét múlva fegyvert vásárol, majd lőgyakorlatokra jár. Önbíráskodóként kezdi el járni a várost, hogy igazságot szolgáltasson és megtalálja családja támadóit. A kórházban egy sürgősségi műtét közben titokban ellopja egy halálos lövést kapott bandatag fegyverét. Később a támadók lelövésével megakadályoz egy autórablást és az erről készült videó hamar elterjed az interneten. Paul a chicagóiaktól a „Kaszás” becenevet kapja, önbíráskodó tevékenysége heves vitákat vált ki a hely lakosok körében. Műtét közben Paul felismeri Miguelt a műtőasztalon, akinek a kezén a Paultól ellopott óra van. Paul megszerzi a mobiltelefonját és megtalálja benne azt a fotót, melyet Miguel korábban Kersey-ék lakcíméről készített. A telefonon üzenetet kap, melyben egy bárba hívják találkozóra. Paul a bárban beszél a tulajdonossal, egy lófarkas férfival és azt hazudja, Miguel küldte őt. A gyanakvó bártulajdonos titokban üzenetet ír a Fish becenévre hallgató bűntársának.  
A lófarkas férfi a fegyveréért nyúl, de Paul megelőzi és arra kényszeríti, hogy visszaadja neki a lakásából ellopott órákat. Fish a helyszínre érkezik és véletlenül lelövi társát. Paul megsebesíti és kivallatja Fisht, aki felülkerekedik rajta, de egy fejére zuhanó bowlinggolyó elkábítja és a fegyvere végez vele. Fish információi alapján Paul eljut egy autószervizbe, egy Joe nevű férfihez, akiből kínvallatással kiszedi, amit a családja elleni támadókról tudhat, majd megöli egy autó leejtésével. 
Paul megtudja, hogy lánya felébredt a kómából. Nem sokkal később észrevesz egy nem fogadott hívást a telefonján, majd egy üzenetet. A titokzatos hívó, Knox egy éjszakai klubba invitálja Pault, ahol tőrbe csalja és a vécében lövöldözésbe keverednek. Pault lövés éri a vállán, Knox elmenekül a helyszínről. Paul hazatér és a pincében szembe találja magát öccsével, Frankkel, aki felfedezte a férfi lakásán lévő fegyvereket. Frank szeretné rávenni Pault, hogy abbahagyja az igazságosztó szerepét.
Knox és két másik bűnöző betör Paul lakásába. Paul elbújtatja Jordant a lépcsők alá és végez két betörővel, Knox azonban megsebesíti. Mielőtt azonban támadója megölhetné Pault, Jordan sikoltozni kezd. Paul kihasználja az alkalmat és egy elrejtett fegyverrel kivégzi Knoxot. A rendőrök a helyszínre érkeznek, Raines nyomozó – bár gyanítja, hogy Paul volt a „Kaszás” – hajlandó eltussolni az ügyet.
A film végén Paul elviszi Jordant az egyetemre. Miközben készül hazamenni, észrevesz egy táskát épp ellopó tolvajt. Paul rákiált a férfira és fegyvert formálva rászegezi az ujjait.

## Szereplők
| Színész             | Szerep                                        | Magyar hang        |
| ------------------- | --------------------------------------------- | ------------------ |
| Bruce Willis        | Dr. Paul Kersey, chicagói sebészorvos         | Dörner György      |
| Vincent D’Onofrio   | Frank Kersey, Paul bátyja                     | Hannus Zoltán      |
| Dean Norris         | Kevin Raines nyomozó                          | Törköly Levente    |
| Kimberly Elise      | Leonore Jackson nyomozó, Raines társa         | Bata Éva           |
| Mike Epps           | Dr. Chris Salgado, Paul munkatársa és barátja | Ács Norbert        |
| Elisabeth Shue      | Lucy Rose Kersey, Paul felesége               | Bertalan Ágnes     |
| Camila Morrone      | Jordan Kersey, Paul lánya                     | Törőcsik Franciska |
| Ronnie Gene Blevins | Joe, Knox autószerelő bűntársa                | Sarádi Zsolt       |
| Beau Knapp          | Knox                                          | Nagy Dániel Viktor |
| Jack Kesy           | Tate "Fish" Karp, Knox bűntársa               | Mészáros Tamás     |
| Wendy Crewson       | Dr. Jill Klavens, Paul pszichiátere           | Szórádi Erika      |
| Kirby Bliss Blanton | Bethany, fegyverkereskedő cég reklámarca      | Dobó Enikő         |
| Len Cariou          | Ben, Lucy apja                                | Cs. Németh Lajos   |

## Fogadtatás

### Bevételi adatok
2018. április 30-ig a Bosszúvágy az Egyesült Államokban és Kanadában 33,9 millió, míg a többi országban 7,4 millió, összesen tehát 41,3 millió dolláros bevételt ért el. A film költségvetése 30 millió dollár volt.
A bemutató napján a film 4,2 millió dollárt termelt (beleszámolva az előzetes vetítés 650 ezres bevételét), míg a nyitó hétvégén 13 millió dollárt, ezzel a harmadik helyezést érte el a Fekete Párduc és a Vörös veréb című filmek mögött. A nézők 55%-a férfi volt, a korosztályt tekintve pedig 89% 25 év feletti. A Bosszúvágy a második héten bevételi szempontból már csak a 7. helyezést érte el.

### Kritikai visszhang
A Rotten Tomatoes weboldalon a film 125 kritika alapján 17%-on áll, átlagosan 10-ből 3,9-es értékeléssel. A weboldal kritikai konszenzusa alapján a Bosszúvágy „... egy kicsivel több, mint az eredeti film újraelbeszélése, melyből hiányzik elődjének keménysége és meggyőző ereje – és a különösen rossz időzítést is megszenvedi”. A Metacritic weboldalon harmincegy kritikus véleményének összegzése után a film súlyozott átlagos pontszáma 100-ból 32 pont. A CinemaScore által megkérdezett nézők B+ értékelést adtak a filmnek egy A+-tól F-ig terjedő értékelési skálán.

## Fordítás
- Ez a szócikk részben vagy egészben  a   Death Wish (2018 film) című angol Wikipédia-szócikk ezen változatának fordításán alapul.  Az eredeti cikk szerkesztőit annak laptörténete sorolja fel. Ez a jelzés csupán a megfogalmazás eredetét és a szerzői jogokat jelzi, nem szolgál a cikkben szereplő információk forrásmegjelöléseként.